# Shannonomyia antarctica
Shannonomyia antarctica är en tvåvingeart som först beskrevs av Walker 1837.  Shannonomyia antarctica ingår i släktet Shannonomyia och familjen småharkrankar. Inga underarter finns listade i Catalogue of Life.